# Mindaugas Timinskas
Mindaugas Timinskas, né le 28 mars 1974 à Šilutė, est un joueur lituanien de basket-ball.

## Club
- 1993-1997 :  Iona College
- 1997-1998 : 
  -  KK Šilutė
  -  Strasbourg IG
  -  Mitteldeutscher BC
- 1998-1999 :  Carigo Gorizia
- 1999-2000 :  Žalgiris Kaunas
- 2000-2002 :  TAU Vitoria
- 2002-2005 :  Žalgiris Kaunas
- 2005-2008 :  Pamesa Valencia

## Palmarès

### Club
- Champion de Lituanie 2003, 2004, 2005

### Sélection nationale
Jeux olympiques d'été
- Médaille de bronze des Jeux olympiques de 2000 à Sydney,  Australie

Championnat d'Europe
- Médaille d'argent du Championnat d'Europe 1995 à Athènes,  Grèce

autres
- Médaille d'or du championnat d'Europe des moins de 22 ans en 1996

### Distinction personnelle
- MVP du championnat d'Europe des moins de 22 ans en 1996